# Antheraea fickei
Antheraea fickei är en fjärilsart som beskrevs av Gustav Weymer 1909. Antheraea fickei ingår i släktet Antheraea och familjen påfågelsspinnare. Inga underarter finns listade i Catalogue of Life.